# Rhizoecus kondonis
Rhizoecus kondonis är en insektsart som beskrevs av Kuwana 1923. Rhizoecus kondonis ingår i släktet Rhizoecus och familjen ullsköldlöss. Inga underarter finns listade i Catalogue of Life.